# Sigma Orionis
Sigma Orionis eller 48 Orionis (σ Orionis) är ett stjärnsystem i stjärnbilden Orion, som består av de mest synliga medlemmarna av en ung öppen stjärnhop. Den ligger vid östra änden av Orions bälte, sydväst om Alnitak och väster om hästhuvudnebulosan som den delvis lyser upp. Den totala ljusstyrkan av stjärnorna ligger på magnitud 3,80.

## Historik
σ Orionis är en stjärna som kan ses med blotta ögat på den östra änden av Orions Bälte, och har varit känd sedan antiken. Den ingick dock inte i Ptolemaios's Almagest. Al-Sufi kände till den, men anges inte formellt i hans katalog. I modernare tider mättes den av Tycho Brahe och ingår i hans katalog. I Keplers förlängning beskrivs den som "Quae ultimam baltei praecedit annons australia" (innan den yttersta delen av bältet, till syd). Den registrerades av Johann Bayer i hans Uranometria som en stjärna med den grekiska bokstaven σ (sigma). Han beskrev det som "i enſe, prima" (i svärdet, första). Den fick även Flamsteed-beteckningen nummer 48.
σ Orionis-klustret är en del av Orions Bälte. Den erkändes inte förrän 1996 då en grupp stjärnor  upptäcktes runt σ Ori. Sedan dess hade studerats på grund av dess närhet och avsaknaden av extinktion. Det har beräknats att stjärnbildning i klustret började för 3 miljoner år sedan och att det ligger ungefär 360 parsec bort.
Klustret anses omfatta en rad andra stjärnor av klass A eller B:
- HD 37699
- HD 37525
- HD 294271
- HD 294272
- HD 37333
- HD 37564
- V1147 Ori
- HD 37686
- HD 37545
- HD 294273
- 2MASS J05374178-0229081

## Galleri

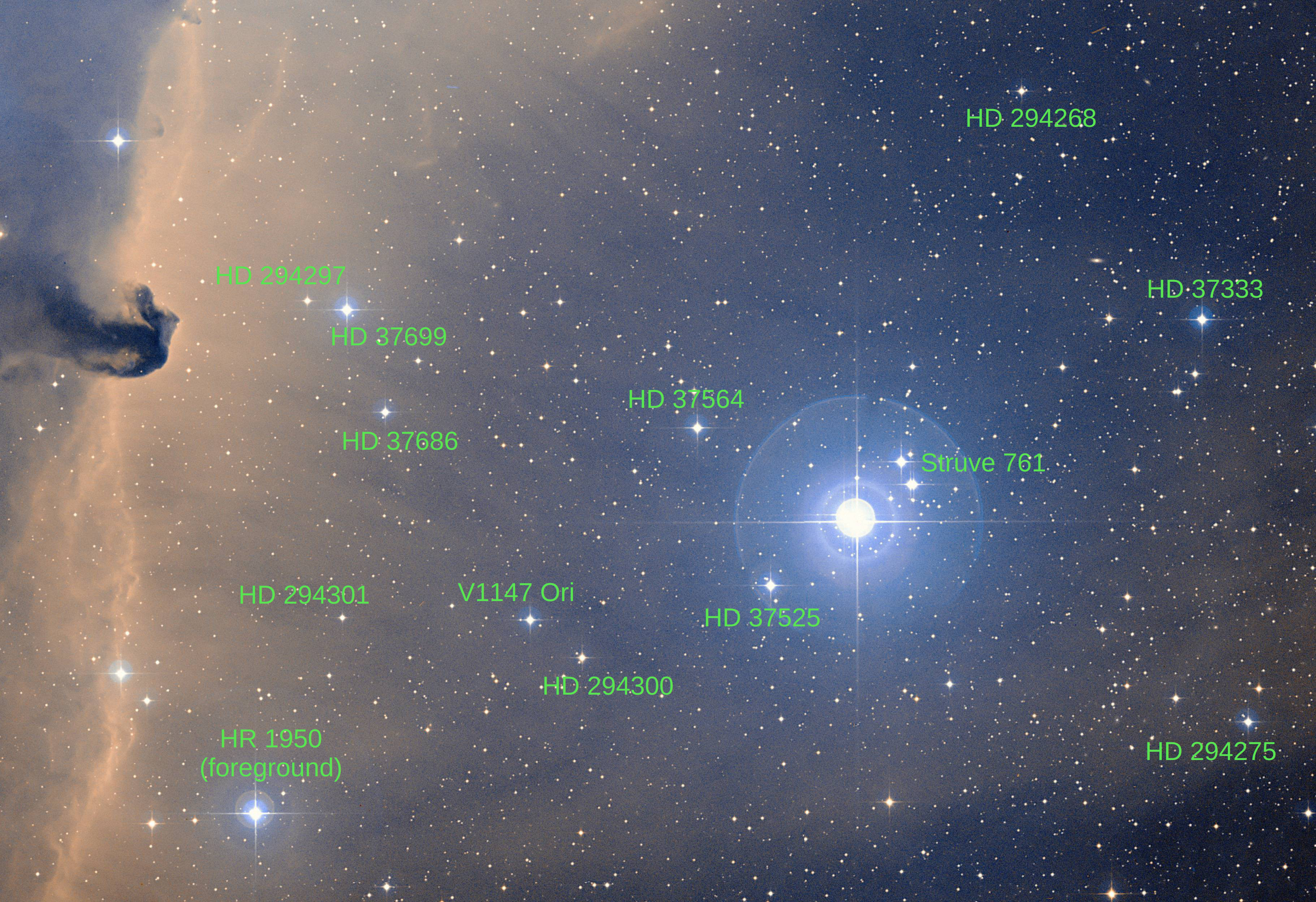
De stora stjärnorna i σ Orionis kluster, som beskrivs i texten, plus: HD 294268, F6e, sannolikt medlem, HD 294275, A0, HD 294297, G0, HD 294300, G5 T Tauri, och HD 294301, A5.
σ Orionis (nedre högra) och hästhuvudnebulosan. De ljusare stjärnorna är Alnitak och Alnilam.